# Nottingham
Nottingham é uma cidade da Inglaterra, no Reino Unido. Foi a antiga sede administrativa de Nottinghamshire, sendo atualmente uma autoridade unitária da Inglaterra. Tem cerca de 300 mil habitantes. Tem origem num povoado saxão do século VI. É  visitada por muitos turistas devido o seu reconhecimento como berço de Robin Hood. Um lugar muito visitado que guarda relação com o "príncipe dos ladrões" é a Sherwood Forest, ao norte da cidade, onde o saqueador viveu escondido fora da lei.

## História

### Períodos antigos e medievais
Os primeiros vestígios deste passado remontam ao período pré-romano. É possível que os romanos tenham ocupado o local, mas não há certeza.
Após a partida das tropas romanas por volta de 410 d.C., reinos britânicos independentes surgiram em toda a Grã-Bretanha. O Reino de Elmet, por exemplo, abrangeu a região de Nottinghamshire do final do século V ao início do século VII.
Por volta de 600 d.C., o local tornou-se parte do reino anglo-saxão da Mércia. Era então conhecido como "Tigguo Cobauc", que significa "moradia em caverna". O sítio de Nottingham acabou ficando sob o controle de um chefe saxão chamado Snot, o que explica o nome do lugar na época, Snotingaham, literalmente, "lar do povo de Snot" (-inga = povo; hām > lar = casa, lareira). A vila original de Snot está localizada no local atual do Mercado de Rendas.
Nottingham foi conquistada pelos vikings dinamarqueses em 867. A partir de 877, parte do exército de Guthrum se estabeleceu lá e a cidade se tornou uma das cinco cidades fortificadas do Danelaw da Mércia, um território conquistado pelos dinamarqueses.
Em 1276, uma comunidade monástica da Ordem Carmelita instalou-se no local, como evidenciado hoje por Friar Lane e The Bell Inn.
A cidade tornou-se um condado independente ou "corporação do condado" em 1449. Esse status garantiu ao distrito autogoverno, "por toda a eternidade", de acordo com os termos da carta. O Castelo e a casa do condado ou "Shire Hall" foram expressamente excluídos por esta carta e não estão vinculados às paróquias de Nottinghamshire.

### Época moderna e contemporânea
Durante a Revolução Industrial, grande parte da prosperidade de Nottingham baseou-se na indústria têxtil. Nottingham tornou-se um centro internacional de rendas. No entanto, o crescimento rápido e mal planejado de Nottingham lhe deu a reputação de ter as piores favelas do Império Britânico, fora da Índia. Moradores das favelas se rebelaram em 1831 em protesto contra o Duque de Newcastle. Opondo-se às reformas de 1832, incendiaram sua residência, o Castelo de Nottingham. Outras empresas foram estabelecidas durante o século XIX em outros setores, incluindo a Raleigh Bicycle Company e a indústria química Boots.
Assim como no restante do Reino Unido, a indústria têxtil de Nottingham entrou em declínio após a Segunda Guerra Mundial, incapaz de competir com a produção têxtil asiática. Dessa era próspera, restam alguns edifícios industriais na região de Lace Market. Muitos deles foram restaurados e readaptados.

## Cultura

### Teatro
Nottingham tem quatro teatros: o Nottingham Playhouse, o Nottingham Arts Theatre, o Lace Market Theatre e o Theatre Royal. Há também diversas galerias de importância nacional, com destaque para o Castle Museum e o Nottingham Contemporary (antiga Angel Row Gallery). As universidades costumam sediar apresentações teatrais, concertos e outros eventos.

### Música
A banda de blues-rock dos anos 1960, Ten Years After, formou-se em Nottingham, assim como a banda pop dos anos 1970 Paper Lace, Tindersticks, as bandas de música eletrônica Stereo MC's, Bent e Crazy P, além da cantora folk Anne Briggs. Desde o início da década de 2010, a cidade produziu diversos artistas que ganharam atenção da mídia, incluindo: Sleaford Mods, Jake Bugg, London Grammar, Indiana, Bru-C, Natalie Duncan, Dog Is Dead, Saint Raymond, Childhood, Kagoule, Rue Royale, Spotlight Kid, Divorce e Amber Run.
Nottingham é a casa da Earache Records, uma grande gravadora independente criada em Nottingham em 1986 e lar de artistas como Napalm Death, Carcass, Entombed e Rival Sons. 
A cidade tem uma cena musical clássica ativa, com conjuntos consagrados como a Orquestra Sinfônica da cidade, a Orquestra Filarmônica, a Nottingham Harmonic Society, o Bach Choir, o Grupo de Música Antiga Musica Donum Dei e a Orquestra de Sopros Sinfônica fazendo apresentações regulares na cidade. O Sumac Centre é um centro social em Forest Fields.
Nottingham é conhecida por sua cena hip-hop. O Audio Recording Studios foi inaugurado em 2013, no local de uma antiga praça conhecida como "Milk Square", que era conhecida por ter hospedado músicos, bandas e orquestras na década de 1800. Desde a inauguração, os estúdios receberam músicos e atores de vários lugares, incluindo envolvimento em filmes de Hollywood, e o álbum And Nothing Hurt da banda de rock britânica Spiritualized. Os estúdios são uma base para a New Reign Productions do rapper e produtor Sway Dasafo e o empresário de Jake Bugg, Jason Hart. A banda de rock Church of the Cosmic Skull é de Nottingham.

### Robin Hood
Nottingham é mais conhecida pela lenda de Robin Hood, que teria vivido na cidade e arredores. O atual Castelo de Nottingham, do século XVII, foi construído sobre as ruínas de um castelo mais antigo que desempenhou um papel nas lendas de Robin Hood. O castelo está aberto à visitação e recebe exposições regularmente.

## Economia
Nottingham abriga a Câmara de Comércio de East Midlands, que abrange toda a cidade. A câmara conta com 4.000 empresas e 3.000 membros. É a segunda maior câmara de comércio do Reino Unido.

## Governo
O atual prefeito de Nottingham é Michael Edwards. O Conselho Municipal é composto por 55 vereadores distribuídos entre os 20 distritos eleitorais da cidade.

## Educação
Quase 62.000 estudantes frequentam as três universidades da cidade, a Nottingham Trent University, a University of Law e a University of Nottingham; no ano acadêmico de 2016/17, a Trent University foi frequentada por 29.370 estudantes e a Nottingham University por 32.515. A University of Nottingham Medical School faz parte do Queen's Medical Centre.
Existem três faculdades de educação continuada localizadas em Nottingham: Bilborough College é apenas uma faculdade de sexto ano; Nottingham College foi formado em 2017, pela fusão do Central College Nottingham e New College Nottingham (que haviam sido formados anteriormente a partir da fusão de faculdades menores de ensino superior); e o Confetti Institute of Creative Technologies, de propriedade da Nottingham Trent University, é uma faculdade de educação continuada especializada em mídia. A cidade tem dezenas de faculdades e academias de sexto ano, fornecendo educação e treinamento para adultos com mais de dezesseis anos.
Nottingham também possui diversas escolas independentes. A instituição educacional mais antiga da cidade é a Nottingham High School, fundada em 1513.

## Esporte
A cidade abriga o Nottingham Forest Football Club, que compete na Premier League, a principal divisão do futebol inglês. Seu estádio é o City Ground, com capacidade para 30.000 pessoas e construído em 1898, embora tenha passado por inúmeras reformas desde então.
É também a casa do Notts County Football Club, outro clube icônico da cidade, cujo estádio é o Meadow Lane. O Notts County Football Club atualmente compete na  Football League Two, a quarta divisão do futebol na Inglaterra.

## Transporte
Como Nottingham está localizada no centro da Inglaterra, ela é bem conectada a outras grandes cidades da Inglaterra e do Reino Unido por ferrovias e rodovias. O Aeroporto de East Midlands fica a menos de 30 minutos de carro e oferece conexões diárias para diversos destinos no Reino Unido, Irlanda e Europa.